# Godyris panthyale
Godyris panthyale är en fjärilsart som beskrevs av Felder 1862. Godyris panthyale ingår i släktet Godyris och familjen praktfjärilar. Inga underarter finns listade i Catalogue of Life.

## Bildgalleri

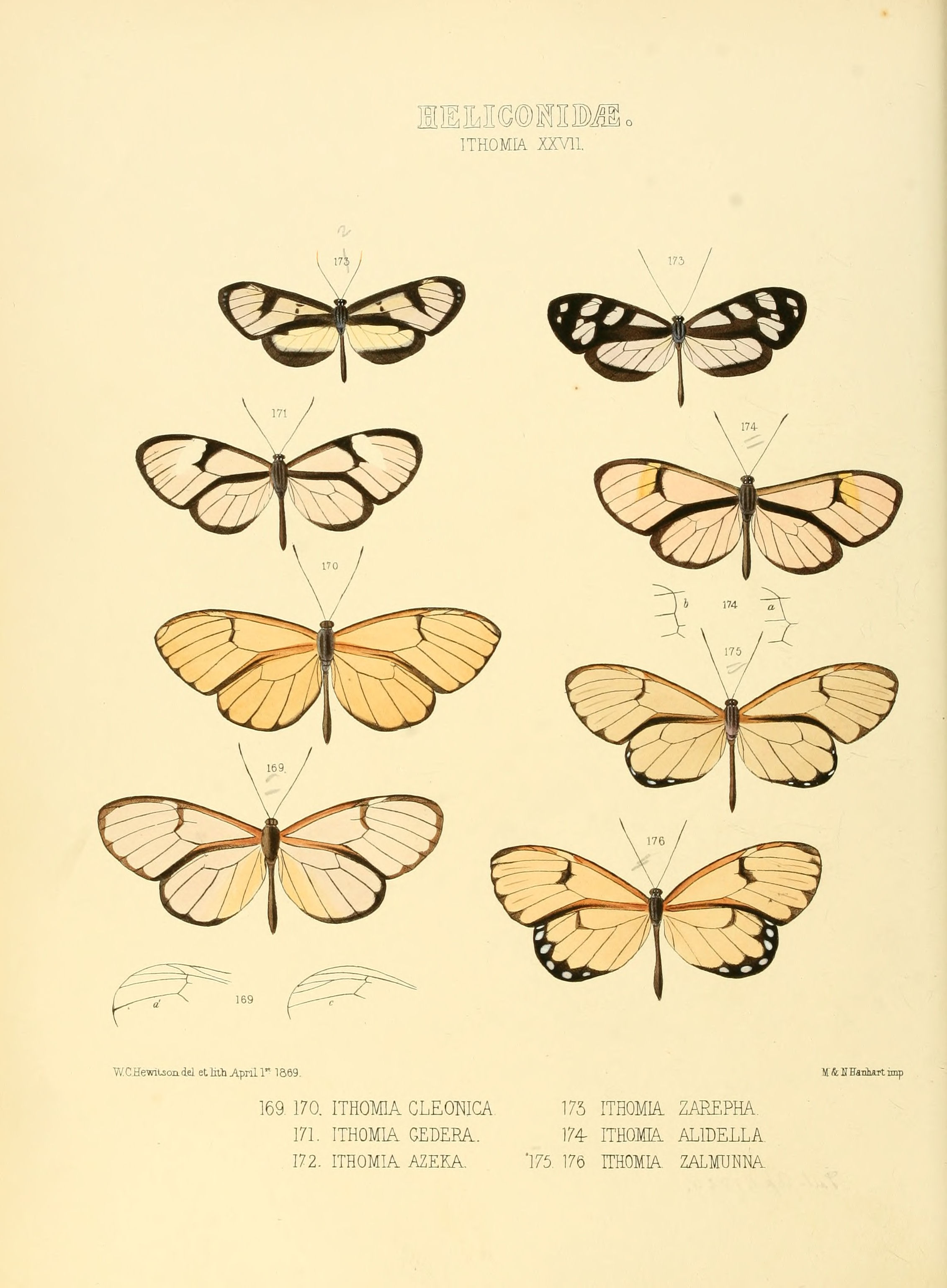